# Melipotis sphaerita
Melipotis sphaerita är en fjärilsart som beskrevs av Heinrich Benno Möschler 1880. Melipotis sphaerita ingår i släktet Melipotis och familjen nattflyn. Inga underarter finns listade i Catalogue of Life.